# Μ-law алгоритам
µ-law  је алгоритам састављања, примарно коришћен на 8-битним PCM системима за дигиталну комуникацију у Северној Америци и Јапану. Има две верзије.Једна је G.711 стандард на ITU-T, друга је слична A-law-у, која је коришћена у регионима где су дигитални телекомуникациони сигнали преношени од стране Е-1 струјним колима нпр. у Европи.

Алгоритми састављања смањују динамички опсег аудио сигнала. У аналогним системима ово може да повећа однос сигнала-шума који је постигнут током преноса, у дигиталном домену може да смањи до јављања грешке.

## Типови алгоритама
Алгоритам има две варијанте једна је аналогна, а друга је дигитална.

### Континуална
За своако унето х, једначина за µ-law кодирање је:
{\displaystyle F(x)=\operatorname {sgn}(x){\frac {\ln(1+\mu |x|)}{\ln(1+\mu )}}~~~~-1\leq x\leq 1}
где је μ = 255 (8 бита) у Северно Америчким и Јапанским стандардима. Веома је важно да нагласимо да је домен ове функције од -1 до 1.
Проширење µ-law функције је дата инверзном једначином:
{\displaystyle F^{-1}(y)=\operatorname {sgn}(y)(1/\mu )((1+\mu )^{|y|}-1)~~~~-1\leq y\leq 1}

### Дискретна
Ovo je definisano u ITU-T.
G.711 je nejasan oko toga kakве су вредности кода на граници опсега. Међутим, G.191 нам омогућује пример кода у програмском језику С за µ-law алгоритам који даје следећа кодирања. Приметите разлику узмеђу позитивног и негативног опсега нпр. негативни опсег који је од +30 до +1 је −31 до −2. Ово се постигло коришћењем комплимента јединице него комплимента двојке за претварање негативне бројеве у позитивне током кодирања.
| 14-битни линеарни улазни код         | 8-битни компресовани код |
| ------------------------------------ | ------------------------ |
| +8158 до +4063 у 16 интервала од 256 | 0x80 + број интервала    |
| +4062 до +2015 у 16 интервала од 128 | 0x90 + број интервала    |
| +2014 до +991 у 16 интервала од 64   | 0xA0 + број интервала    |
| +990 до +479 у 16 интервала од 32    | 0xB0 + број интервала    |
| +478 до +223 у 16 интервала од 16    | 0xC0 + број интервала    |
| +222 до +95 у 16 интервала од 8      | 0xD0 + број интервала    |
| +94 до +31 у 16 интервала од 4       | 0xE0 + број интервала    |
| +30 до +1 у 15 интервала од 2        | 0xF0 + број интервала    |
| 0                                    | 0xFF                     |
| −1                                   | 0x7F                     |
| −31 до −2 у 15 интервала од 2        | 0x70 + број интервала    |
| −95 до −32 у 16 интервала од 4       | 0x60 + број интервала    |
| −223 до −96 у 16 интервала од 8      | 0x50 + број интервала    |
| −479 до −224 у 16 интервала од 16    | 0x40 + број интервала    |
| −991 до −480 у 16 интервала од 32    | 0x30 + број интервала    |
| −2015 до −992 у 16 интервала од 64   | 0x20 + број интервала    |
| −4063 до −2016 у 16 интервала од 128 | 0x10 + број интервала    |
| −8159 до −4064 у 16 интервала од 256 | 0x00 + број интервала    |

## Имплементација
Постоје три начина за имплементацију µ-law алгоритма:

### Аналогна
Користи појачало са не линеарним добитком да би постигло комплетно спајање у аналогном домену.

### Не линеарна ADC
Користи аналогно-дигитални конвектор за квантификацију нивоа који су неједнако распоређени и да би се поредили са µ-law алгоритмом.

### Дигитална
Користи дигитални кватификовану верзију µ-law алгоритма да претвори податке који су у дигиталном домену.

## Поређење саA-law
µ-law алгоритам омогућава знатно већи динамички опсег од A-law алгоритма по цени горе пропорционалне дисторзије за мале сигнале. По конекцији се користи A-law само ако га барем једна држава користи.